# تأثير الضغط النفسي على الذاكرة
تشمل تأثيرات الضغط النفسي (الإجهاد) على الذاكرة التداخل مع قدرة الشخص على تشفير الذكريات بالإضافة إلى قدرته على استرجاع المعلومات. خلال أوقات الضغط النفسي، يتفاعل الجسم عن طريق إفراز هرمونات التوتر في مجرى الدم. قد يسبب الضغط النفسي تغيرات حادة ومزمنة في مناطق معينة من الدماغ والتي يمكن أن تسبب تلفًا طويل الأمد. غالبًا ما يؤدي فرط إفراز هرمونات التوتر إلى إضعاف الاسترجاع المتأخر للذاكرة طويلة الأمد، ولكن يمكن أن يعزز الاسترجاع الفوري للذاكرة قصيرة الأمد. يعد هذا التحسن نسبيًا بشكل خاص في الذاكرة العاطفية. بشكل خاص، يتأثر كل من قرن آمون (الحصين) وقشرة فص الجبهة واللوزة الدماغية. تعد الهرمونات القشرية السكرية إحدى فئات هرمونات التوتر المسؤولة عن التأثير السلبي على الاسترجاع المتأخر للذاكرة طويلة الأمد، وأبرزها الكورتيزول. تسهل الهرمونات القشرية السكرية وتضعف تأثيرات الضغط النفسي على عملية التذكر في الوقت نفسه. يعد الكورتيزول علامة بيولوجية مميزة للضغط النفسي. في ظل الظروف العادية، ينظم الحصين إنتاج الكورتيزول من خلال الارتجاع السلبي بفضل احتوائه على العديد من المستقبلات الحساسة لهرمونات التوتر هذه. مع ذلك، قد تضعف زيادة الكورتيزول قدرة الحُصين على تشفير واسترجاع الذكريات. تعمل هرمونات التوتر هذه أيضًا على إعاقة الحصين عن تلقي الطاقة الكافية عبر تحويل مستويات الجلوكوز إلى العضلات المحيطة.
يؤثر الضغط النفسي على العديد من وظائف الذاكرة والوظائف الإدراكية للدماغ. توجد مستويات مختلفة من التوتر ويمكن أن تكون المستويات العالية داخلية أو خارجية المنشأ. تتحفز مستويات الضغط الداخلي عبر مهام معرفية، في حين يمكن تحفيز الضغط الخارجي بمؤثرات غير معرفية. قد يكون الإجهاد الداخلي حادًا أو مزمنًا. غالبًا ما توصف التأثيرات المختلفة للضغط على الأداء أو هرمونات التوتر بالـ«يو المقلوبة» والتي تحفز مجالات التعلم والذاكرة والمرونة. يمكن أن يؤثر الضغط النفسي المزمن على بنية الدماغ والإدراك.
نظرت الدراسات في تأثيرات كل من الضغط الداخلي والخارجي على وظائف الذاكرة، باستخدام كل من الإشراط البافلوفي والتعلم المكاني. فيما يتعلق بوظائف الذاكرة الداخلية، قيمت الدراسة كيفية تأثير الضغط على وظائف الذاكرة التي تحفزها المهام المعرفية. أما فيما يتعلق بالضغط الخارجي، ركزت الدراسة على الضغط الذي لم يكن مرتبطًا بالمهام المعرفية وإنما المحفز بمواقف أخرى. حددت النتائج أن عملية توطيد الذاكرة تحفز الضغط الداخلي بينما لا يرتبط الضغط الخارجي بتوطيد الذاكرة. وجد الباحثون أن ظروف الإجهاد العالي تظهر التأثير الذي يمكن أن يسببه الضغط الخارجي على أداء الذاكرة. تبين أيضًا أن الضغط الخارجي يؤثر على التعلم المكاني بينما لا يؤثر الضغط الخارجي الحاد عليه.

## الفسيولوجيا
عند مواجهة موقف مجهد، تتحرر هرمونات التوتر في مجرى الدم. تفرز الغدد الكظرية الأدرينالين لبدء الاستجابة في الجسم. يعمل الأدرينالين كمحفز لاستجابة الكر أو الفر، وهي استجابة من الجهاز العصبي الودي لتحفيز الجسم على التفاعل مع الضغوطات الظاهرة. تؤدي هذه الاستجابة إلى زيادة معدل ضربات القلب وضغط الدم وسرعة التنفس. تفرز الكلى الجلوكوز، ما يوفر الطاقة لمحاربة مسبب الإجهاد أو الهروب منه. يُعاد توجيه الدم إلى الدماغ والعضلات الرئيسية، بعيدًا عن وظائف الجسم التي تستهلك الطاقة والتي لا علاقة لها بالنجاة في هذا الوقت. هناك ثلاثة محاور مهمة، محور الهرمون الموجه لقشر الكظرية ومحور الفاسوبرسين ومحور الثيروكسين، وهي مسؤولة عن الاستجابة الفسيولوجية للإجهاد.

### محور الهرمون الموجه لقشر الكظرية
عندما تستشعر إحدى المستقبلات داخل الجسم وجود الضغط، ترسل إشارة إلى منطقة ما تحت المهاد (الوطاء) الأمامي. عند استقبال الإشارة، يعمل الهرمون المطلق لموجهة القشرة على الغدة النخامية الأمامية. تفرز النخامية الأمامية بدورها الهرمون الموجه لقشر الكظرية. يحفز الهرمون الموجه لقشر الكظرية تحرر الكورتيكوستيرويدات والألدوستيرون من الغدة الكظرية. تعد هذه المواد العوامل الرئيسية المسؤولة عن استجابة الإجهاد لدى البشر. يحفز الكورتيزول مثلًا تحريك مخازن الأحماض الدهنية والبروتينات الحرة وتفكك الأحماض الأمينية، ويزيد من مستوى الجلوكوز في الدم ويرفع ضغط الدم، من بين تأثيرات أخرى. من ناحية أخرى، يعتبر الألدوستيرون مسؤولًا عن احتباس الماء المرتبط بالإجهاد. نتيجةً لاحتباس الخلايا للصوديوم وطرحها للبوتاسيوم، يحدث احتباس الماء ويزداد ضغط الدم عن طريق زيادة حجم الدم.

### محور الفاسوبرسين
تحدث استجابة فسيولوجية ثانية فيما يتعلق بالإجهاد عبر محور الفازوبريسين. يتم تصنيع الفازوبريسين، المعروف أيضًا باسم الهرمون المضاد لإدرار البول، بواسطة الخلايا العصبية في النواة فوق البصرية في منطقة ما تحت المهاد وينظم فقدان السوائل بممارسة تأثيره على المسالك البولية. يسمح هذا المسار بإعادة امتصاص الماء داخل الجسم ويقلل من كمية الماء المفقودة من خلال التعرق. يملك الفاسوبرسين أكبر تأثير على ضغط الدم داخل الجسم. في الظروف العادية، ينظم هرمون الفازوبرسين ضغط الدم ويزيد أو ينقص حجم الدم عند الحاجة. مع ذلك، عندما يصبح الإجهاد مزمنًا، يسبب فقدان التنظيم الاستتبابي لضغط الدم. يتحرر الفازوبريسين ويسبب زيادة ثابتة في ضغط الدم. تضمن هذه الزيادة في ضغط الدم في ظل الظروف المجهدة حصول العضلات على الأكسجين الذي تحتاجه لتعمل وتستجيب وفقًا لذلك. إذا استمرت هذه الظروف المجهدة في الارتفاع، ستسبب تعب العضلات، ما يؤدي إلى ارتفاع ضغط الدم، وفي الحالات القصوى، قد تحدث الوفاة.

### محور الثيروكسين
ينتج عن الاستجابة الفسيولوجية الثالثة تحرر الهرمون المطلق لموجهة الدرقية والذي ينتج عنه إفراز الهرمون الموجه للدرقية. يحفز الهرمون الموجه للدرقية تحرر الثيروكسين وثلاثي يود الثيرونين من الغدة الدرقية. يؤدي هذا إلى زيادة معدل الأيض الأساسي. هذا التأثير ليس فوريًا مثل التأثيرين الآخرين، وقد يستغرق أيامًا إلى أسابيع ليصبح سائدًا.

## الانتباه
الانتباه هو العملية التي يتم من خلالها تركيز التركيز على نقطة معينة، مثل حدث أو محفز جسدي. يُفترض أن يزيد الانتباه إلى المنبه من القدرة على تذكر المعلومات، فيعزز الذاكرة. عند وجود معلومات تشير إلى تهديد أو محفز يثير القلق، من الصعب صرف الانتباه عن الإشارة السلبية. عندما يكون الفرد في حالة من القلق الشديد، يتشكل انحياز للذاكرة تجاه المنبه السلبي. لذلك، من الصعب إعادة توجيه تركيز الانتباه بعيدًا عن الإشارات السلبية التي تثير القلق. هذا يزيد من تنشيط المسارات المرتبطة بإشارات التهديد، ويزيد من القدرة على تذكر المعلومات الموجودة في حالة القلق الشديد. مع ذلك، عندما يكون الفرد في حالة من القلق الشديد ويواجه معلومات إيجابية، لا ينتج تحيز للذاكرة. يحدث ذلك لأنه ليس من الصعب إعادة توجيه الانتباه من الحافز الإيجابي كما هو من الحافز السلبي. هذا يرجع إلى حقيقة أن الإشارة السلبية تُعتبر عاملًا مؤثرًا في الإجهاد الناجم، بينما لا تعتبر الإشارة الإيجابية كذلك.

## التعلم
التعلم هو اكتساب المعرفة أو المهارات من خلال التجربة أو الدراسة أو التعليم وهو تعديل السلوك بالتجربة. تشمل الأمثلة تعلم تجنب بعض المحفزات مثل الأعاصير والعواصف الرعدية والحيوانات الكبيرة والمواد الكيميائية السامة، لأنها قد تكون ضارة. يُصنف هذا السلوك ضمن الإشراط المنفر، ويرتبط باستجابات الخوف.

### الإجهاد والذاكرة والحيوانات
أُجريت الكثير من الأبحاث المتعلقة بالإجهاد والذاكرة على الحيوانات ويمكن تعميمها على البشر. أحد أنواع الإجهاد الذي لا يمكن تعميمه بسهولة على البشر هو إجهاد المفترس: القلق الذي يمر به الحيوان عندما يكون أمام آخر مفترس. في الدراسات، يتم تحفيز الإجهاد عن طريق وضع حيوان مفترس أمام حيوان التجربة إما قبل مرحلة التعلم أو بين مرحلة التعلم ومرحلة الاختبار. تُقاس الذاكرة باختبارات مختلفة، مثل متاهة الذراع نصف القطري. في هذه المتاهة، يتم تعليم الفئران موقع المنصة المخفية ويجب أن تتذكر هذه المعلومة لاحقًا للعثور على المنصة والخروج من الماء.